# Camptoprosopella confusa
Camptoprosopella confusa är en tvåvingeart som beskrevs av Shewell 1939. Camptoprosopella confusa ingår i släktet Camptoprosopella och familjen lövflugor. Inga underarter finns listade i Catalogue of Life.